# Сика (Япония)

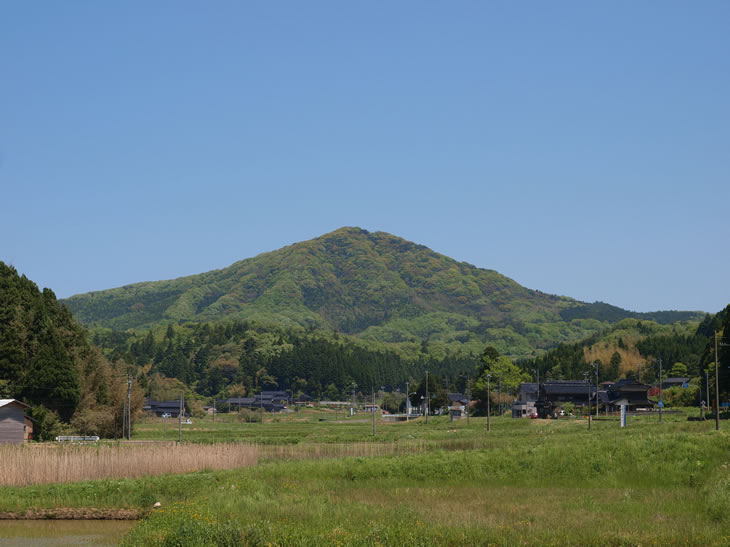

Сика (яп. 志賀町 Сика-мати) — посёлок в Японии, находящийся в уезде Хакуй префектуры Исикава. Площадь посёлка составляет 246,55 км², население — 20 788 человек (1 июля 2014), плотность населения — 84,32 чел./км².

## Географическое положение
Посёлок расположен на острове Хонсю в префектуре Исикава региона Тюбу. С ним граничат города Нанао, Хакуй, Вадзима и посёлки Наканото, Анамидзу.

## Население
Население посёлка составляет 20 788 человек (1 июля 2014), а плотность — 84,32 чел./км². Изменение численности населения с 1980 по 2005 годы:
| 1980 | 30 636 чел. |  |
| 1985 | 29 828 чел. |  |
| 1990 | 28 782 чел. |  |
| 1995 | 26 965 чел. |  |
| 2000 | 25 396 чел. |  |
| 2005 | 23 790 чел. |  |

## Символика
Деревом посёлка считается сосна, цветком — Rosa rugosa.